# ザ・ウェーブ (アリゾナ州)
ザ・ウェーブ（英: The Wave）は、アメリカ・アリゾナ州にある砂岩の層である。ザ・ウェイブとも表記される。

## 概要
アリゾナ州北部のコロラド高原にあるバーミリオン・クリフ国定公園内のパリアキャニオン＝バーミリオンクリフス自然保護区の中のコヨーテ・ビュート・ノース地区にある。グランドサークルの範囲内に位置する。標高およそ 1,585 メートルのところにある。ザ・ウェーブは、波のような形状の外観を呈している。
この一帯には、もともと砂漠地帯が広がっていた。ザ・ウェーブは、およそ1億9000万年ほど前のジュラ紀前期に砂丘が固まって形成されたナバホ砂岩の表面が、鉄砲水や風によって浸食されたことにより、鉄分を多く含有する地層が流線型に露出してできたものである。
ザ・ウェーブは、連邦政府の土地管理局が管理しており、非常にもろく、損傷を受けやすい砂岩を保護する目的で、1日当たりに立ち入ることができる人数が20人までに制限されている。

## 由来
ザ・ウェーブは、1990年代まではあまり知られていなかった。しかし、旅行に関するドイツのパンフレットによって大規模に広告展開されたことや、1996年に発表されたドイツの自然ドキュメンタリー作品「Faszination Natur」で特集されたことによって知名度が上昇していった。

2013年には、熱中症が原因とみられる死亡事故が発生している。2019年、1日当たりの入場制限を96人までに引き上げることを検討されていることが発表された。